# Direct writer
Een direct writer is een verzekeringsmaatschappij die rechtstreeks, zonder tussenkomst van een tussenpersoon, met de klant zaken doet.
De verkoop geschiedt doorgaans via de telefoon, internet of post. Direct writers hebben voornamelijk particulieren als klanten.

## Marktaandeel
In 2006 werd in Nederland 52% van de schade- en zorgverzekeringen via een direct writer afgesloten. In 2005 was het aandeel nog 40%. Voor zorgverzekeringen is het marktaandeel het hoogst: 82%. Ook in transportverzekeringen (39%) en motorrijtuigenverzekeringen (29%) hebben de direct writers een hoog aandeel.

## Enkele bekende direct writers
- Centraal Beheer
- FBTO
- Nuvema
- OHRA
- Proteq
- Robein